# Vespericola pilosus
Vespericola pilosus är en snäckart som först beskrevs av J. Henderson 1928.  Vespericola pilosus ingår i släktet Vespericola och familjen Polygyridae. Inga underarter finns listade i Catalogue of Life.